# アグネス・フォン・バイエルン
アグネス・フォン・バイエルン（ドイツ語：Agnes von Bayern, 1276年 - 1340年）は、ブランデンブルク＝シュテンダール辺境伯ハインリヒ1世の妃。

## 生涯
アグネスはバイエルン公ルートヴィヒ2世とマティルデ・フォン・ハプスブルクの娘で、兄弟のルドルフ1世、メヒティルト、アンナおよびルートヴィヒ4世（後に神聖ローマ皇帝）と共に育った。
1290年1月15日にドナウヴェルトにおいて、ヘッセン方伯ハインリヒ1世の長男ハインリヒ（若伯）と結婚した。この結婚で1女が生まれた。
- アグネス（1290年頃 - 1332年） - ナッサウ＝ヴィースバーデン伯ゲルラッハ1世と結婚

1298年に夫ハインリヒが死去した後、アグネスはブランデンブルク＝シュテンダール辺境伯ハインリヒ1世と再婚した。この結婚で以下の子女が生まれた。
- ゾフィー（1300年 - 1356年） - ブラウンシュヴァイク＝ヴォルフェンビュッテル公マグヌス1世と結婚
- ユーディト（ユッタ）（1302年以前 - 1330年以前） - 1318年にブラウンシュヴァイク＝グルベンハーゲン公ハインリヒ2世と結婚
- マルガレータ（1302年 - 1347年） - ヴァイセンフェルスのザンクト・クラーレン修道院長
- ハインリヒ2世（1308年 - 1320年） - ブランデンブルク＝シュテンダール辺境伯